# Таурус
Таурус или Тавор (тур. Toros Dağları) је планински систем у јужној Турској, где извиру Тигар и Еуфрат настављајући даље свој ток ка Сирији и Ираку. Таурус раздваја Средоземну регију Турске од висоравни Анадолије.

## Име
Бик је био симбол древних блискоисточних богова олује, због којих су древни Грци и дали назвив планинама — Ταύρου, у преводу Бик. На планинама су били многобројни храмови бога олује.
Планински венац под садашњим именом помиње се у Полибијевим Историјама као Ταῦρος (Taûros). Хајнрих Киперт пише у Lehrbuch der alten Geographie да је име позајмљено у старогрчком из семитског (староарамејског) корена טורא ṭūrā, што значи „планина“.

## Становништво
Најбројнији становници ових планина од краја I миленијума пре н. е. и у I миленијуму н. е. били су киликијски Јермени на истоку, а на крајњем западу Грци. У данашње време на тим територијама живе углавном Турци и на неколико места Курди.

## Географија
Планински систем се пружа од језера Егирдир на западу до Тигра и Еуфрата на истоку. Велики број врхова ја на преко 3000 m надморске висине, а издвајају се четири планинска ланца:
- Бејдаглари, западни, највиши врх Kizlarsivrisi (3086 m)
- Аладаглар, централни, највиши врх Demirkazik (3756 m)
- Болкар, југоисточни, највиши врх Medetsiz (3524 m)
- Мунзур, североисточни, највиши врх Akbaba (3462 m)

Највиши врх Тауруса је Демирказик.

### Западни Таурус
Западне планине Таурус формирају лук око Анталијског залива. Укључује планине Акдаглар, Беј, Катранчик, Кујучак и Гејик. Висораван Источни Ташели и река Гоксу деле га од централних планина Таурус. Има много врхова који се уздижу изнад 3.000—3.700 m. Планина Кизларсивриси, 3.086 m (10.125 ft), у Беј планинама је највиши врх у западном Таурусу.
- Термесос је древни град у западном Таурусу[4][5]
- Анталија са заласком сунца и планинама на западу[6][7]
- Аланија, и околне планине

### Централни Таурус
Планине Централног Тауруса су грубо дефинисане тако да обухватају северни вилајет Мерсин и северозападни вилајет Адана. Највиша тачка у Централном Таурусу је планина Демирказик (3.756 m). Киликијске капије или пролаз Гулек су од давнина главни пролаз кроз Источни Таурус, повезујући обалску равницу Киликије са Централном Анадолијом. Кроз њега пролази аутопут Тарсус-Анкара (Е90, О-21).
- Антитаур
- Планине Тахтали
- Гулек, Мерсин
- Железнички вијадукт, вилајет Адана
- Близу Мерсина
- Језеро (Карагол) близу врха

### Југоисточни Таурус
Планине Југоисточни Таурус чине северну границу региона Југоисточне Анадолије и Северне Месопотамије. Оне обухватају планине Нурхак, планине Малатија, Мејден, Генч и Битлис. Оне се налазе у сливовима река Еуфрат и Тигар.
- Кале округ Малатија и југоисточни Таурус
- Брана Каракаја.[8]

### Клима
Клима је претежно сува, приморска, без прејаких ветрова. Планине имају медитеранску климу, са сувим летима и кишним зимама. Температуре варирају у зависности од надморске висине, са топлим зимама на нижим обалним падинама и хладним зимама на високим планинама иу унутрашњости. Температура у овим пределима достиже преко 40 °C. Најхладнији месец је јануар, а најтоплији јул.

## Геологија
Планине Таурус су настале сударом Афричке и Евроазијске тектонске плоче. Преовлађујућа основна стена је кречњак. У планинама Аладаглар и Болкар, кречњак је еродирао и формирао крашке пејзаже водопада, подземних река и неких од највећих пећина у Азији. Река Манавгат извире на јужним падинама ланца Бејдаглари.

## Флора и фауна
На нижим надморским висинама, преовлађујућа вегетација шума зимзелених храстова и турског бора (Pinus brutia), и области макије. Изнад 1200 метара надморске висине налазе се планинске шуме црног бора (Pinus nigra), либанског кедра (Cedrus libani), јеле (Abies cilicica) и клеке (Juniperus spp). Високи врхови су дом алпских ливада.

## Историја

### Праисторија и рани римски период
Бик је обично био симбол и приказ древних блискоисточних богова олује, отуда бик Таурус, а отуда и назив планина. Планине су место многих древних храмова богова олује. Древни Сиријци су сматрали да су бујичне олује у овим планинама дело бога олује Адада да би натерао реке Тигар и Еуфрат да порасту и поплаве и на тај начин оплоде њихову земљу. Хури, вероватно зачетници разних богова олује на древном Блиском истоку, били су народ који савремени научници смештају у планине Таурус у њиховом најранијем пореклу.
Археолошко налазиште из бронзаног доба, где су пронађени рани докази о копању калаја, налази се у Кестелу. Прелаз познат у антици као Киликијске капије прелази кроз ланац северно од Тауруса.
Ланац Аманус у јужној Турској је место где се планине Таурус узвисују док се три тектонске плоче спајају. Аман је природна граница: на западу је Киликија, на истоку Сирија. Постоји неколико превоја, попут Аманијске капије (Бахче пролаз), који су од великог стратешког значаја. Године 333. п. н. е. у Вици код Иса, Александар Велики је победио Дарија III у подножју дуж обале између ова два превоја. У периоду Другог храма, јеврејски аутори који су настојали да са већом прецизношћу утврде географску дефиницију Обећане земље, почели су да тумаче планину Хор као референцу на Аманус ланац планина Таурус, који је означавао северну границу Сиријске равнице.

### Касноримски период до данас
Током Првог светског рата, немачки и турски железнички систем кроз планине Таурус показао се као главни стратешки циљ савезника. Овај регион се посебно помиње као стратешки контролисан циљ предвиђен за предају савезницима у примирју, чиме су окончана непријатељства против Отоманског царства.